# Keirin
Keirin er særlig disciplin i banecykling. Løbet køres som en sprint over otte omgange, hvor flere ryttere samtidigt kører mod hinanden.
De første fem og en halv omgang paces feltet af en cykel eller derny, der holder 30 km/t. Det er ikke tilladt at overhale denne. Herefter er det alle mod alle ofte med ganske voldsomme spurtopgør som resultat.
Sporten kom fra 2000 med på det olympiske program.